# Лабораторія основ інформатики LFCS
55°56′41″ пн. ш. 3°11′14.5″ зх. д. / 55.94472° пн. ш. 3.187361° зх. д.
Лабораторія основ інформатики LFCS (англ. Laboratory for Foundations of Computer Science) науково-дослідний інститут в единбурзькому університеті.
Лабораторія була заснована 1987 року лауреатом премії Тюрінга Робіном Мілнером та співробітниками (Род Бурсталл, Ґордон Плоткін, Метью Хеннессі).
Наукові дослідження інституту переважно зосереджені на фундаментальних напрямках теорії інформатики, таких як семантика мов програмування, теорія категорій, теорія складності обчислень, паралелізм, формальна верифікація та ін.

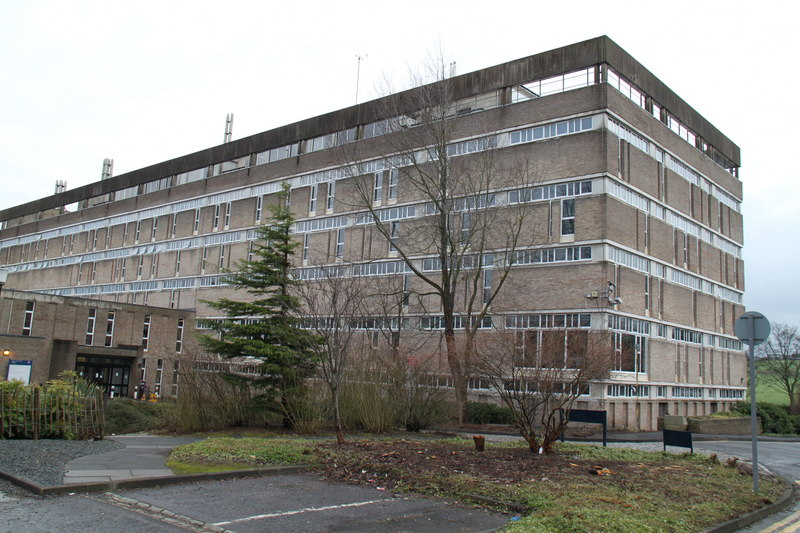
Колишнє розташування інституту (JCMB, King's Buildings), до 2007 року.

## Науковці
- Ґордон Плоткін[en] (Операційна семантика)
- Філіп Уодлер[en] (Haskell, Узагальнення в Java)
- Джейн Хілстон[en] (PEPA[en])
- Род Бурсталл[en], та ін.